# 585

## Úmrtí
- Bidacu – japonský císař

## Hlavy států
- Papež –  Pelagius II. (579–590)
- Byzantská říše –  Maurikios (582–602)
- Franská říše – Chlothar II. (584–629)
  - Orléans/Burgundsko – Guntram (561–592)
  - Mety – Childebert II. (575–595)
- Anglie
  - Wessex – Ceawlin (560–592)
  - Essex – Aescwine (527–587)
  - Mercie – Creoda
- Perská říše – Hormizd IV. (579–590)